# Ashton (Iowa)
Ashton és una població dels Estats Units a l'estat d'Iowa. Segons el cens del 2000 tenia 461 habitants.

## Demografia
Segons el cens del 2000, Ashton tenia 461 habitants, 192 habitatges, i 126 famílies. La densitat de població era de 176,2 habitants per km².
Dels 192 habitatges en un 33,3% hi vivien nens de menys de 18 anys, en un 58,3% hi vivien parelles casades, en un 3,6% dones solteres, i en un 33,9% no eren unitats familiars. En el 32,8% dels habitatges hi vivien persones soles el 18,2% de les quals corresponia a persones de 65 anys o més que vivien soles. El nombre mitjà de persones vivint en cada habitatge era de 2,36 i el nombre mitjà de persones que vivien en cada família era de 3,01.
Per edats la població es repartia de la següent manera: un 27,3% tenia menys de 18 anys, un 7,8% entre 18 i 24, un 28,6% entre 25 i 44, un 18,4% de 45 a 60 i un 17,8% 65 anys o més.
L'edat mediana era de 36 anys. Per cada 100 dones de 18 o més anys hi havia 88,2 homes.
La renda mediana per habitatge era de 29.821 $ i la renda mediana per família de 35.313 $. Els homes tenien una renda mediana de 28.750 $ mentre que les dones 17.045 $. La renda per capita de la població era de 15.848 $. Entorn del 5,1% de les famílies i el 5% de la població estaven per davall del llindar de pobresa.

## Poblacions més properes
El següent diagrama mostra les poblacions més properes.